# (73325) 2002 JL101
(73325) 2002 JL101 – planetoida z pasa głównego asteroid okrążająca Słońce w ciągu 4,01 lat w średniej odległości 2,52 j.a. Odkryta 9 maja 2002 roku.